# Las Lajas (Neuquén)
Las Lajas è una città dell'Argentina, capoluogo del dipartimento di Picunches nella provincia di Neuquén.